# Захарченко, Александр Владимирович
Алекса́ндр Влади́мирович Заха́рченко (укр. Олександр Володимирович Захарченко; 26 июня 1976, Донецк, Донецкая область, Украинская ССР, СССР — 31 августа 2018, Донецк, Донецкая область, Украина) — украинский и российский государственный, политический и военный деятель. 1-й глава подконтрольной России Донецкой Народной Республики с 4 ноября 2014 года по 31 августа 2018 года; Верховный главнокомандующий Вооружёнными силами Донецкой Народной Республики. Генерал-майор ДНР (2016), генерал-майор ЛНР (2015).
Убит 31 августа 2018 года в результате взрыва в кафе в контролируемом сепаратистами Донецке.

## Биография
Родился 26 июня 1976 года в Донецке в семье шахтёра с 35-летним стажем Владимира Захарченко (проживал в Бахмуте). Отец по национальности — украинец, а мать — русская. По собственным утверждениям Захарченко, его прабабушка по линии отца «прошла Бухенвальд, Освенцим и Рейкьявик, а в Рейкьявике была освобождена американцами» (в Рейкьявике – столице Исландии – концентрационных лагерей не было. Возможно, имелся в виду Равенсбрюк, который освобождали советские войска).
Окончил среднюю общеобразовательную школу № 4 Донецка.
После окончания в 1995 году с отличием Донецкого техникума промышленной автоматики начал работать на шахте горным электромехаником. По профессии — техник-электромеханик 6-го разряда. Учился в Донецком юридическом институте МВД Украины (незаконченное высшее образование).

### Бизнес
Занимался предпринимательской деятельностью в области угольной промышленности (по одному из журналистских свидетельств, ко времени начала вооружённого конфликта на востоке Украины являлся долларовым миллионером). По данным создателя украинского интернет-издания Insider журналиста Сергея Щербины, ссылающегося на реестр юридических лиц, Захарченко был в числе соучредителей расположенного в Донецке ООО «Дельта-Форт» (издание книг, оптовая продажа продовольствия, алкоголя и табака). Он указывает, что в 2006 году Захарченко занимал должность директора ООО «Торговый дом „Континент“», входившего в состав «Азовской продовольственной компании», владельцем которой является А. О. Лещинский, и имевшего судебный процесс с «Дельта-Форт»; также Щербиной отмечается, что одним из учредителей фирмы является С. В. Кий, близкий к Р. Л. Ахметову; в то же время пресс-служба группы «Систем Кэпитал Менеджмент» сообщила Щербине, что Захарченко никогда не работал в её структурах: «Перечисленные компании („Дельта-Форт“, ТД „Континент“, „Азовская продовольственная компания“, „Щит“) никакого отношения к группе СКМ не имеют». Также Щербина отмечал, что человек с таким же именем, как и у Захарченко, являлся главой филиала ООО «Комплекс Агромарс» (владелец Е. Я. Сигал) в Донецке, которое называет одним «из крупнейших производителей куриного мяса».
По данным Новой Газеты, к началу 2016 года значительная часть крупных магазинов Донецка и области были национализированы и управлялилсь женой Захарченко.

### Вооружённый конфликт в Донбассе
С декабря 2013 года возглавлял донецкое отделение харьковской общественной организации «Оплот». В ходе протестов на юго-востоке Украины весной 2014 года, 16 апреля возглавил группу из 7 вооружённых человек, занявших здание донецкой городской администрации. Свои цели объяснил следующим образом:

Первая наша цель — мы хотим озвучить требования к киевской власти… Будем находиться здесь, пока наши требования не будут выполнены.
Мы зашли сюда с требованием местного референдума. Мы не верим Партии регионов, единственный легитимный орган власти на Украине — Верховная рада. И мы просим исполком помочь в подготовке референдума…
Мы хотим выдвинуть свои требования Верховной раде по принятию законопроекта Александра Бобкова о местном референдуме. Он внесён, и его отказались принимать на фракции. Чтобы они поняли, что референдум действительно полезен.

16 мая 2014 года был назначен военным комендантом Донецка. В июле 2014 года назначен на должность заместителя министра внутренних дел ДНР с присвоением звания майор милиции. Командир подразделения «Оплот» армии ДНР до 7 июля 2014 года. Лично участвовал в боях, был ранен в руку, командуя атакой на населённый пункт Кожевня 22 июля 2014 года. В феврале 2015 года по итогам боёв в районе Дебальцева решением Президиума Совета министров ДНР ему было присвоено воинское звание генерал-майора.
7 августа 2014 года после ухода в отставку с поста председателя Совета министров Донецкой Народной Республики Александра Бородая занял его должность. 8 августа утверждён в должности Верховным Советом ДНР: за — свыше 50 депутатов, воздержались — 6, против — 1. В тот же день принял присягу на верность народу ДНР.
30 августа 2014 года на Захарченко было совершено покушение. Сам он не пострадал, однако водитель машины, на которой он ехал, получил ранение.
В октябре подал документы в Центральную избирательную комиссию ДНР как кандидат на пост главы Донецкой Народной Республики, став первым зарегистрировавшимся кандидатом.
3 ноября, после прошедших в ДНР выборов, ЦИК республики объявил, что Захарченко победил на них: за него отдали голоса 765 тысяч человек, что составило около 75 % голосовавших. МИД РФ заявил об уважении волеизъявления жителей Донецкого региона, руководство стран Евросоюза, США, Украины, а также генеральный секретарь ООН Пан Ги Мун назвали прошедшие выборы нелегитимными и нарушающими заключённые в сентябре 2014 года Минские соглашения.
4 ноября в Донецком академическом музыкально-драматическом театре прошла инаугурация Захарченко. Александр Владимирович принял присягу, положив руку на Библию. Глава Центризбиркома республики Роман Лягин вручил Захарченко удостоверение главы ДНР.
12 февраля 2015 года Александр Захарченко и глава ЛНР Игорь Плотницкий подписали документ, согласованный «нормандской четвёркой».
17 февраля 2015 года был ранен в ногу в ходе боёв за Дебальцево, из-за чего продолжительное время передвигался на костылях или с тростью.
28 февраля 2015 года на I съезде общественного движения «Донецкая республика» избран его председателем.
В апреле 2016 года МГБ ДНР сообщало, что предотвратило покушение на главу ДНР, которое готовила с применением взрывного устройства в стрелковом комплексе «Артемида» в Донецке группа лиц, которая прибыла с территории, подконтрольной нынешним властям Украины; в июле того же года под Донецком Захарченко попал под артиллерийский и миномётный обстрел, исходивший с украинской стороны.
10 июня 2018 года избран председателем Общественной организации «Оплот Донбасса». По фамилии Захарченко была создана детская организация «захаровцы», подобная пионерской.

## Убийство
Александр Захарченко убит 31 августа 2018 года в 17:28 по местному времени в результате взрыва в кафе «Сепар» в центре Донецка, получив черепно-мозговую травму, несовместимую с жизнью. Взрыв был произведён с использованием безоболочного взрывного устройства, заложенного над входом в кафе; вместе с Захарченко погиб Вячеслав Доценко, один из его телохранителей, ещё 11 человек пострадали (среди них министр налогов и доходов ДНР Александр Тимофеев и руководитель молодёжного крыла организации «Оплот Донбасса» Наталья Волкова).
Власти Украины отвергают обвинения в причастности к убийству Захарченко, заявляя, что его гибель стала следствием междоусобиц внутри ДНР либо он был убит российскими спецслужбами.
Руководство ДНР расценивает случившееся как террористический акт, который был устроен украинскими властями. Эту же позицию разделяет руководство Российской Федерации, а Следственным комитетом России в связи с произошедшим было возбуждено уголовное дело «по признакам состава преступления, предусмотренного частью 3 статьи 361 УК РФ (акт международного терроризма, повлекший причинение смерти человеку)».
Через неделю после убийства Захарченко его соратники Дмитрий Трапезников и Александр Тимофеев, пользовавшиеся в ДНР большим влиянием, были отстранены от власти Денисом Пушилиным, который сам стал временно исполняющим обязанности главы республики.
Александр Захарченко 2 сентября 2018 года был похоронен на кладбище «Донецкое море» в Донецке, рядом с Гиви и Моторолой.

### Расследование
Многие источники считают, что Захарченко, как и Толстых и Павлов до этого, были убиты российскими агентами с целью обезвредить их возрастающее влияние и сохранить Донбасс как прокси-образование РФ слабым и подчиняющимся Москве. Россия, как и ранее, обвинила в убийстве Захарченко украинские и западные разведки.
В марте 2019 года, как сообщило Радио Свобода, Служба безопасности Украины представила аудиозапись с фрагментами переговоров якобы между помощником Дениса Пушилина Александром Лаврентьевым и двумя неизвестными лицами, утверждая на основании этой аудиозаписи, что смерть Захарченко была организована Пушилиным для захвата власти. Радио Свобода отметила, что «не располагает подтверждениями подлинности данной информации из независимых источников».
22 ноября 2019 года интернет-издание «Baza» выпустило расследование, в котором склоняется к версии о заинтересованных людях из окружения Захарченко, причастных к покушению.

## После гибели
После гибели Захарченко разрозненные вооруженные формирования были насильно интегрированы или в «1-й армейский корпус», по-видимому, под командованием офицеров РФ, или в МВД / МГБ ДНР, которые, как считалось, контролировались ФСБ РФ. Контроль над экономикой был передан новому «премьер-министру» Александру Ананченко, со связями в российском Внешторгсервисе – финансовом и правовом посреднике между РФ и ДНР/ЛНР.
После гибели Захарченко выяснилось, что чиновники ДНР использовали свое положение для обогащения. Так, бывший полевой командир Тимофеев под покровительством Захарченко с помощью вооружённых отрядов забирал предприятия, вымогал взятки, захватывал угольные шахты, захватил транспортную компанию, сеть автозаправок и недвижимость в Донецке.

## Личная жизнь
Отец четверых сыновей. Вдова — Наталья (в девичестве Гладкова); родилась в 1986 году в Донецке; там же окончила школу № 31 и училась в техникуме; в детстве училась играть на аккордеоне, мать сына А. В. Захарченко Александра.
Захарченко исповедовал православие, выделяя его вместе с католицизмом, исламом и иудаизмом как четыре ведущие религиозные конфессии мира:

Я православный, хожу в церковь, для себя считаю, что единственная церковь для человека, который верит в Бога — это Московского патриархата… Признаю 4 основные конфессии — это православие, это римо-католицизм, это мусульманство и это иудаизм. Это те религии, которые были испокон веков, многие из нас мусульмане, многие — иудеи, многие — римо-католики. Эти четыре конфессии, я считаю, должны находиться на этой земле, и нам ни в коем случае нельзя притеснять верующих.

Негативно относился к псевдохристианским религиозным организациям как дурно воздействующим на молодёжь:

С другой стороны, я буду жёстко бороться с сектантством. Я не допущу… К сожалению, нашу страну наводнили всевозможные секты, всевозможные псевдорелигии… Я не хочу, чтобы мысли и умы само воспитание нашей молодёжи и нашего народа попадёт под эти псевдорелигии и сектантство. Поэтому ряд законопроектов будет принят.

Александр Захарченко был убеждён: «Мы считали, считаем и будем считать себя частью Советского Союза, России».
2 февраля 2015 года, выступая на пресс-конференции в Донецке, Захарченко назвал руководство Украины «евреями» и «жалкими»:

Если не у вас, так у украинского народа возобладает здравый смысл, и он заставит вас делать то, что выгодно украинскому народу. Хочу сказать… что-то не припоминаю в истории Украины, чтобы казаками правили ну не совсем те люди, которые… с шашкой никогда в жизни не бегали. Я не помню, чтобы евреи ходили[…] Это далеко не еврейское казачество, а жалкие представители очень большого и великого народа… казаками точно не правили. Думаю, что Тарас Бульба и Тарас Шевченко неоднократно перевернутся в гробах от таких правителей на Украине.

По словам журналиста и историка Семёна Чарного, он тем самым воспроизвёл «антисемитский миф о захвате евреями власти на Украине в результате свержения президента Януковича в 2014 г.», что свидетельствует о том, что лидеры самопровозглашённых республик используют антисемитизм в пропагандистской риторике.

## Награды
- золотая звезда Героя Донецкой Народной Республики[78];
- два Георгиевских креста ДНР[12][13][79];
- ордена Святителя Николая Чудотворца I и II степеней;
- орден Доблести I степени (ЛНР) — «за заслуги в ходе совместной операции сил ЛНР и ДНР по ликвидации Дебальцевского плацдарма»[2];
- орден Дружбы (Южная Осетия) (2015)[80].
- орден «За верность долгу» (16 марта 2018 года, Республика Крым, Россия)
- орден Почёта (21 августа 2018 года, Южная Осетия) — за вклад в развитие и укрепление дружественных отношений между народами Республики Южная Осетия и Донецкой Народной Республики и в связи с празднованием 10-й годовщины признания Российской Федерацией Республики Южная Осетия в качестве суверенного и независимого государства[81].

Отказ от медали:
- 5 ноября 2015 года за бои под Шахтёрском Захарченко была вручена медаль «За оборону Шахтёрска», но он отказался от неё, передав награду городу Шахтёрску. По словам Захарченко, за Шахтёрск он уже имеет Георгиевский крест[82][83].

## Преследование
Захарченко входил в список лиц, на которых распространяется действие указа президента США Барака Обамы о санкциях в отношении России (опубликован 20 декабря 2014 года Министерством финансов США), а также в санкционный список Евросоюза (опубликован 12 сентября 2014 года).
На Украине Захарченко был объявлен СБУ в розыск по статье 258-3 ч. 1 Уголовного кодекса Украины («создание террористической группы или террористической организации»).
30 мая 2016 года генеральный прокурор Украины Юрий Луценко заявил, что уголовное дело в отношении Александра Захарченко до сих пор не передано в украинский суд по причине того, что Генеральная прокуратура Украины не смогла собрать доказательств его вины. Он сказал буквально следующее: «Вы будете смеяться, но дело лидера ДНР Александра Захарченко нельзя передавать в суд, ГПУ не смогла собрать фактов».

## Память
- В сентябре 2018 года около кафе «Сепар», где погиб Захарченко, был установлен мемориальный камень[87]
- 10 мая 2019 года на стене школы №4 Донецка была установлена мемориальная доска с горельефом Захарченко[88].
- 28 августа 2019 года Октябрьская площадь перед Домом правительства в Донецке переименована в честь Захарченко[89]
- 31 августа 2019 года в Парке культуры и отдыха города Донецка был открыт памятник Захарченко[90]
- 26 марта 2020 года именем Александра Захарченко названа улица в Симферополе[91]
- 11 мая 2022 года года в центре Шахтёрска был открыт памятник Захарченко[92]
- В 2022 году в честь Александра Захарченко были названы несколько улиц в городах России[93][94]
- 15 мая 2024 года у Дома Правительства ДНР был установлен памятник[95] (на стене здания ранее также была установлена мемориальная табличка)
- 11 декабря 2024 года в Михайловске (Ставпропольский край) был установлен бюст Захарченко[96]
- В честь Захарченко на территориях подконтрольных России также создаются многочисленные муралы[97][98][99][100][101]

- Памятник в Донецке
- Бюст Захарченко у Дома Правительства в Донецке

## Телевидение
- 2015 — «Батя». Фильм Евгения Поддубного[102]
- 2019 — «Его оплот». Документальный фильм Семёна Пегова[103]
- 2020 — «Захарченко: отец и сын». Документальный фильм телеканала «ОПЛОТ ТВ»[104]
- 2021 — «Я опять вернусь. Слово о Захарченко». Документальный фильм Владислава Зиздока.

## Комментарии
1. ↑  Данный населённый пункт расположен на территории,  контролируемой властями подконтрольной России Донецкой Народной Республики (см. также Война в Донбассе (2014—2022))